# Лебяжьевский район
Лебя́жьевский район — административно-территориальная единица (район) в Курганской области России. В границах района в рамках организации местного самоуправления функционирует Лебяжьевский муниципальный округ (с 2004 до 2020 гг. — муниципальный район).
Административный центр — рабочий посёлок Лебяжье.

## География
Район расположен в восточной части Курганской области и граничит с Мокроусовским, Макушинским, Половинским, Варгашинским районами области. Общая протяженность границы муниципального образования — 261.87 км. Через территорию района проходит Южно-Уральская железная дорога.
Речная сеть развита слабо. Множество озёр, наиболее крупные: Суерское, Арлагуль, Калтык, Большой Невидим, Калмацкое, Песчаное, Большое Горькое, Сухой Балакуль.

## История

### 1923—1963 годы
На основании постановления ВЦИК от 3 ноября 1923 года и Декрета ВЦИК от 12 ноября 1923 года в составе Курганского округа Уральской области образован Лебяжьевский район с центром в посёлке при железнодорожной станции Лебяжье (село Лебяжье-2) из Арлагульской, Елошанской, Лебяжьевской, части Лисьевской и Спасо-Преображенской волостей Курганского уезда Челябинской губернии. В состав района вошёл 21 сельсовет: Арлагульский, Баксарский, Балакульский, Дубровский, Елошанский, Желтиковский, Лебяжьевский-1, Лебяжьевский-2 (Станционный), Менщиковский, Моховской, Нижнеглубоковский, Песьянский, Плосковский, Прилогинский, Речновский, Светловский, Слободчиковский, Черешковский, Щетниковский.
В конце 1923 — начале 1924 года (до 1 августа 1924 года) Балакульский и Щетниковский сельсоветы упразднены.
Постановлением Президиума Уралоблисполкома от 31 декабря 1925 года образован Балакульский сельсовет. Моховской сельсовет переименован в Моховской-1 сельсовет; Моховской сельсовет перечислен из Варгашинского района и переименован в Моховской-2 сельсовет; Прудо-Островинский сельсовет перечислен из Макушинского района; Песьянский сельсовет перечислен в Варгашинский район.
Постановлением Административной комиссии при Курганском окрисполкоме от 26 октября 1926 года Прудо-Островинский сельсовет переименован в Островинский сельсовет.
Постановлением ВЦИК от 10 июня 1931 года из упразднённого Лопатинского района перечислены Батыревский, Большекуреинский, Воздвиженский, Калашинский, Лисьевский, Лопатинский, Малокуреинский, Моховской, Пеганский, Песьянский, Покровский, Приволинский, Степновский, Сухменский, Требушиненский, Худяковский и Хуторской сельсоветы.
Постановлением ВЦИК от 1 января 1932 года из упразднённого Варгашинского района перечислены Копайский, Корниловский, Медвежьевский, Моревской, Поповский, Старопесьянский и Щучьевский сельсоветы.
Постановлением ВЦИК от 17 января 1934 года район включён в состав вновь образованной Челябинской области.
В начале 1930-х годов образован Гусиновский сельсовет.
Постановлением ВЦИК от 18 января 1935 года во вновь образованный Лопатинский район перечислены Батыревский, Большекуреинский, Воздвиженский, Гусиновский, Калашинский, Лопатинский, Малокуреинский, Моховской, Пеганский, Песьянский, Покровский, Приволинский, Степновский, Сухменский, Требушиненский, Худяковский и Хуторской сельсоветы; во вновь образованный Варгашинский район перечислены Корниловский, Медвежьевский, Моревской, Поповский, Старопесьянский и Щучьевский сельсоветы.
Указом Президиума Верховного Совета СССР от 6 февраля 1943 года район включён в состав вновь образованной Курганской области.
Указом Президиума Верховного Совета РСФСР от 10 января 1945 село Лебяжье-2 отнесено к категории рабочих посёлков и переименовано в р.п. Лебяжье; Лебяжьевский-2 сельсовет переименован в Верхнеглубоковский сельсовет.
Указом Президиума Верховного Совета РСФСР от 14 июня 1954 года упразднены Баксарский, Балакульский,  Желтиковский, Лебяжьевский-1, Моховской-2, Слободчиковский сельсоветы.
Решением Курганского облисполкома от 12 июня 1956 года образован Баксарский сельсовет.
Решением Курганского облисполкома от 3 октября 1960 года образован Баксарский сельсовет.

### 1963—1965 годы
Указом Президиума Верховного Совета РСФСР от 1 февраля 1963 года образован укрупнённый Лебяжьевский сельский район с центром в р.п. Лебяжь. В его состав вошли Арлагульский, Баксарский, Батыревский, Дубровский, Елошанский, Калашинский, Камышинский, Карпунинский, Копайский, Крепостинский, Куреинский, Куртанский, Лапушинский, Лисьевский, Лопаревский, Лопатинский, Менщиковский, Могилевский, Мокроусовский, Моховской, Моховской (из бывшего Лопатинского района), Нижнеголовинский, Островинский, Плосковский, Прилогинский, Речновский, Светловский, Семискульский, Сунгуровский, Сухменский, Травнинский, Уваровский, Утичевский, Фрунзенский, Хуторской, Черешковский, Шелеповский, Щигровский сельсоветы и Лебяжьевский поссовет.
Указом Президиума Верховного Совета РСФСР от 3 марта 1964 Куреинский и Моховской (из бывшего Лопатинского района) сельсоветы перечислены во вновь образованный Макушинский сельский район; Батыревский, Калашинский, Лопанинский, Сухменский и Хуторской сельсоветы перечислены во вновь образованный Половинский сельский район.
Решением Курганского облисполкома от 27 апреля 1964 года упразднены Копайский, Моховской, Островинский, Прилогинский, Сунгуровский и Фрунзенский сельсоветы.
Решением Курганского облисполкома от 29 июня 1964 года Могилевский сельсовет переименован в Рассветский сельсовет.
Решением Курганского облисполкома от 20 июля 1964 года упразднены Лопаревский и Речновский сельсоветы.

### С 1965 года
Указом Президиума Верховного Совета РСФСР от 12 января 1965 года Лебяжьевский сельский район преобразован в Лебяжьевский район; в состав вновь образованного Мокроусовского района перечислены Карпунинский, Крепостинский, Куртанский, Лапушинский, Мокроусовский, Рассветский, Семискульский, Травнинский, Уваровский, Утичевский, Шелеповский и Щигровский сельсоветы; в состав Половинского района перечислены Калашинский, Лопатинский и Хуторской сельсоветы.
Решением Курганского облисполкома от 28 февраля 1966 года образован Нижнеглубоковский сельсовет.
Решением Курганского облисполкома от 8 апреля 1968 года Светловский сельсовет переименован в Налимовский сельсовет.
Решением Курганского облисполкома от 27 января 1971 года Черешковский сельсовет переименован в Черемушкинский сельсовет; упразднён Нижнеглубоковский сельсовет; образованы Прилогинский и Речновский сельсоветы.
Решением Курганского облисполкома от 24 июня 1980 года образован Балакульский сельсовет.
Решением Курганского облисполкома от 09 октября 1991 года образован Перволебяжьевский сельсовет.
Законами Курганской области от 30 мая 2018 года упразднены Балакульский, Дубровинский и Калашинский сельсоветы.
Законом Курганской области от 30 ноября 2020 года № 107 в районе упразднены все сельсоветы, муниципальный район и входившие в его состав сельские поселения были преобразованы путём их объединения к 10 декабря 2020 года в муниципальный округ.

## Население
| 1926    | 1939    | 1959    | 1970    | 1979    | 1989    | 2002    |
| ------- | ------- | ------- | ------- | ------- | ------- | ------- |
| 34 385  | ↘25 571 | ↘24 502 | ↗31 539 | ↘27 267 | ↘23 490 | ↘21 178 |
| 2009    | 2010    | 2011    | 2012    | 2013    | 2014    | 2015    |
| ↘19 891 | ↘16 557 | ↘16 482 | ↘16 171 | ↘15 688 | ↘15 060 | ↘14 404 |
| 2016    | 2017    | 2018    | 2019    | 2020    | 2021    |         |
| ↘14 022 | ↘13 706 | ↘13 547 | ↘13 229 | ↘13 022 | ↘11 505 |         |

### Урбанизация
Городское население (рабочий посёлок Лебяжье) составляет 47,04 % от всего населения района.

## Территориальное устройство
В рамках административно-территориального устройства, до 2020 года район делился на административно-территориальные единицы: 1 посёлок городского типа районного подчинения и 15 сельсоветов.
В рамках муниципального устройства, до 2020 года в одноимённый муниципальный район входили 16 муниципальных образований, в том числе 1 городское поселение и 15 сельских поселений.
| №        | Бывшее муниципальное образование | Административный центр  | Количество населённых пунктов | Население (чел.) | Площадь (км²) |
| -------- | -------------------------------- | ----------------------- | ----------------------------- | ---------------- | ------------- |
| 1e-06    | Городское поселение:             |                         |                               |                  |               |
| 1        | Лебяжьевский поссовет            | рабочий посёлок Лебяжье | 4                             | ↘5851            | 53,48         |
| 1.000002 | Сельские поселения:              |                         |                               |                  |               |
| 2        | Арлагульский сельсовет           | село Арлагуль           | 5                             | ↘480             | 179,18        |
| 3        | Баксарский сельсовет             | село Центральное        | 1                             | ↘657             | 88,30         |
| 3.000003 | Балакульский сельсовет           | село Балакуль           | 2                             | ↘180             | 105,30        |
| 3.000004 | Дубровинский сельсовет           | село Дубровное          | 2                             | ↘258             | 145,63        |
| 4        | Елошанский сельсовет             | село Елошное            | 3                             | ↘901             | 185,48        |
| 4.000005 | Калашинский сельсовет            | село Калашное           | 2                             | ↘187             | 166,34        |
| 5        | Камышинский сельсовет            | село Камышное           | 2                             | ↗470             | 149,69        |
| 6        | Лисьевский сельсовет             | село Лисье              | 3                             | ↘485             | 322,56        |
| 7        | Лопатинский сельсовет            | село Лопатки            | 3                             | ↘1126            | 351,27        |
| 8        | Менщиковский сельсовет           | село Менщиково          | 3                             | ↗283             | 146,02        |
| 9        | Налимовский сельсовет            | село Налимово           | 2                             | ↘259             | 106,22        |
| 10       | Нижнеголовинский сельсовет       | село Головное           | 2                             | ↘230             | 121,47        |
| 11       | Перволебяжьевский сельсовет      | деревня Лебяжье 1-е     | 2                             | ↘410             | 139,62        |
| 12       | Плосковский сельсовет            | село Плоское            | 4                             | ↘265             | 232,65        |
| 13       | Прилогинский сельсовет           | село Прилогино          | 3                             | ↘399             | 168,92        |
| 14       | Речновский сельсовет             | село Речное             | 3                             | ↘515             | 203,07        |
| 15       | Хуторской сельсовет              | село Хутора             | 1                             | ↘344             | 128,05        |
| 16       | Черёмушкинский сельсовет         | село Черемушки          | 3                             | ↘347             | 184,21        |

Законом Курганской области от 30 мая 2018 года N 47, в состав Баксарского сельсовета были включены все два населённых пункта упразднённого Калашинского сельсовета.
Законом Курганской области от 30 мая 2018 года N 48, в состав Елошанского сельсовета были включены все населённые пункты упразднённых Балакульского и Дубровинского сельсоветов.
Законом Курганской области от 30 ноября 2020 года муниципальный район и все входившие в его состав городское и сельские поселения были упразднены и преобразованы путём их объединения в муниципальный округ; помимо этого были упразднены и сельсоветы района как его административно-территориальные единицы.

## Населённые пункты
В Лебяжьевском районе (муниципальном округе) 50 населённых пунктов, в том числе один посёлок городского типа (рабочий посёлок) и 49 сельских населённых пунктов.
| №  | Населённый пункт | Тип             | Население | Бывшее муниципальное образование |
| -- | ---------------- | --------------- | --------- | -------------------------------- |
| 1  | Александровка    | деревня         | ↘33       | Калашинский сельсовет            |
| 2  | Арлагуль         | село            | ↘370      | Арлагульский сельсовет           |
| 3  | Баксары          | деревня         | ↘61       | Лисьевский сельсовет             |
| 4  | Баксары          | посёлок         | ↘9        | Нижнеголовинский сельсовет       |
| 5  | Балакуль         | село            | ↘214      | Елошанский сельсовет             |
| 6  | Белянино         | деревня         | ↘148      | Плосковский сельсовет            |
| 7  | Большое Моховое  | деревня         | ↘164      | Арлагульский сельсовет           |
| 8  | Бочаговка        | деревня         | ↘86       | Елошанский сельсовет             |
| 9  | Верхнеглубокое   | деревня         | ↘457      | Лебяжьевский поссовет            |
| 10 | Головное         | село            | ↘338      | Нижнеголовинский сельсовет       |
| 11 | Дубровное        | село            | ↘249      | Елошанский сельсовет             |
| 12 | Елошное          | село            | ↘648      | Елошанский сельсовет             |
| 13 | Желтики          | деревня         | ↘183      | Речновский сельсовет             |
| 14 | Золотово         | деревня         | →0        | Елошанский сельсовет             |
| 15 | Калашное         | село            | ↘244      | Калашинский сельсовет            |
| 16 | Камышное         | село            | ↘407      | Камышинский сельсовет            |
| 17 | Коопзверпромхоза | посёлок         | ↘15       | Лебяжьевский поссовет            |
| 18 | Копайское 1-ое   | деревня         | ↘0        | Плосковский сельсовет            |
| 19 | Кравцево         | посёлок         | ↘19       | Лебяжьевский поссовет            |
| 20 | Красная Горка    | деревня         | ↘91       | Прилогинский сельсовет           |
| 21 | Кузинка          | деревня         | ↘70       | Речновский сельсовет             |
| 22 | Кузнецово        | деревня         | ↘62       | Менщиковский сельсовет           |
| 23 | Кукушкино        | деревня         | ↘125      | Камышинский сельсовет            |
| 24 | Лебяжье          | рабочий посёлок | ↘5412     | Лебяжьевский поссовет            |
| 25 | Лебяжье 1-е      | деревня         | ↘496      | Перволебяжьевский сельсовет      |
| 26 | Лисье            | село            | ↘487      | Лисьевский сельсовет             |
| 27 | Лопатки          | село            | ↘1108     | Лопатинский сельсовет            |
| 28 | Малый Арлагуль   | деревня         | →0        | Арлагульский сельсовет           |
| 29 | Менщиково        | село            | ↘176      | Менщиковский сельсовет           |
| 30 | Налимово         | село            | ↘336      | Налимовский сельсовет            |
| 31 | Нижнеглубокое    | деревня         | ↘3        | Перволебяжьевский сельсовет      |
| 32 | Новощетниково    | деревня         | ↘79       | Арлагульский сельсовет           |
| 33 | Островное        | деревня         | ↘112      | Лисьевский сельсовет             |
| 34 | Песьяное         | деревня         | ↘347      | Лопатинский сельсовет            |
| 35 | Плоское          | село            | ↘249      | Плосковский сельсовет            |
| 36 | Прилогино        | село            | ↘321      | Прилогинский сельсовет           |
| 37 | Речное           | село            | ↘395      | Речновский сельсовет             |
| 38 | Светлое          | деревня         | ↘38       | Налимовский сельсовет            |
| 39 | Слободчики       | деревня         | ↘11       | Плосковский сельсовет            |
| 40 | Старощетниково   | деревня         | ↘64       | Арлагульский сельсовет           |
| 41 | Суерская         | деревня         | ↘118      | Менщиковский сельсовет           |
| 42 | Урожайная        | деревня         | ↘21       | Елошанский сельсовет             |
| 43 | Фрунзе           | деревня         | ↘51       | Елошанский сельсовет             |
| 44 | Худяково         | деревня         | ↘33       | Лопатинский сельсовет            |
| 45 | Хутора           | село            | ↘344      | Хуторской сельсовет              |
| 46 | Центральное      | село            | ↘527      | Калашинский сельсовет            |
| 47 | Чаешное          | деревня         | ↘43       | Черёмушкинский сельсовет         |
| 48 | Черёмушки        | село            | ↘413      | Черёмушкинский сельсовет         |
| 49 | Черешково        | деревня         | ↘45       | Черёмушкинский сельсовет         |
| 50 | Юдино            | деревня         | ↘65       | Прилогинский сельсовет           |

## Экономика
Основу экономики района составляет сельскохозяйственное производство. Самое значительное по объёмам производимой продукции предприятие района — ОПХ «Речновское», которое специализируется на выращивании крупного рогатого скота и зерновых культур.

## Пресса
11 марта 1930 года создана газета «Путь коммуны». До 1943 года переименована в «Колхозное знамя».
В 1962 году получила название «Вперед».
В 2001—2002 годах выходила независимая газета «От А до Я».

## Известные жители
- Герои Советского Союза, родившийся на этой территории: Г.А. Карпов (1924—1943), Ф.Г. Катков (1901—1992), Ф.Е. Харлов (1916—1944)
- Герой Социалистического Труда, родившаяся на этой территории: Н.М. Васюсина (1925—?)

### Руководители органов исполнительной власти

#### Глава Администрации Лебяжьевского района
- 1996 — март 2000 — Шушунов Геннадий Васильевич
- март 2000 — декабрь 2004 — Копасов Валерий Петрович

#### Глава Лебяжьевского района
- декабрь 2004 — октябрь 2009 — Копасов Валерий Петрович
- октябрь 2009 — сентябрь 2014 — Гусев Владимир Николаевич
- 23 сентября 2014 — 2021 — Барч Александр Романович; с 26 мая 2021 года — руководитель ликвидационной комиссии; юридическое лицо Администрация Лебяжьевского района (ИНН 4512000402) ликвидировано 2 декабря 2021 года.

#### Глава Лебяжьевского муниципального округа Курганской области
12 июля 2021 года зарегистрирована Администрация Лебяжьевского муниципального округа Курганской области (ИНН 4510032543) 
- 12 июля 2021 — 19 января 2024 — Барч Александр Романович, досрочно прекратил полномочия[30]
- 19 января 2024 — 27 февраля 2024 — и. о. Фадеева Ирина Владимировна
- с 27 февраля 2024 — Фадеева Ирина Владимировна

### Руководители органов законодательной власти

#### Председатель Собрания представителей Лебяжьевского района
Собрание представителей Лебяжьевского района было сформировано в 1996 году в соответствии с Законом Курганской области от 05 февраля 1996 года № 37 «О местном самоуправлении в Курганской области» и Законом Курганской области от 22 июля 1996 года № 67 «О выборах депутатов представительных органов местного самоуправления Курганской области». В соответствии с Уставом района были избраны 12 депутатов.
- I созыв (выборы 24 ноября 1996 — 2000) — Шушунов Геннадий Васильевич
- II созыв (выборы 26 ноября 2000 — 2004) — Копасов Валерий Петрович

#### Председатель Лебяжьевской районной Думы
В соответствии с Уставом района были избраны 15 депутатов. 
- III созыв (выборы 28 ноября 2004 — 2010) — Киселев Александр Алексеевич
- IV созыв (выборы 14 марта 2010 — 2015) — Киселев Александр Алексеевич
- V созыв (выборы 13 сентября 2015 — 2020) — Щербинин Олег Геннадьевич
- VI созыв (выборы 13 сентября 2020 — 2021) — Герасимова Светлана Михайловна; с 5 мая 2021 года — председатель ликвидационной комиссии, юридическое лицо Лебяжьевская районная Дума (ИНН 4512006563) ликвидировано 24 ноября 2021 года.

#### Председатель Думы Лебяжьевского муниципального округа
14 мая 2021 года зарегистрирована Дума Лебяжьевского муниципального округа Курганской области (ИНН 4510032423). Избраны 15 депутатов.
- I созыв (выборы 28 марта 2021 — 2026) — Герасимова Светлана Михайловна

### Почётные граждане Лебяжьевского района
Звание Почётного гражданина Лебяжьевского района было введено в 2002 году. За весь период своего существования присваивалось 23 раза.
- Бельдиман Михаил Васильевич, начальник Лебяжьевского РЭС филиала КЭС ОАО «ЭнергоКурган»
- Быкова Любовь Пантелеевна, ветеран труда, кавалер орденов Ленина, Октябрьской революции, мастер высокой культуры производства
- Гаврилова Татьяна Сергеевна, редактор районной общественно-политической газеты «Вперед», заслуженный работник культуры
- Григорьева Людмила Степановна, директор МОУ «Камышинская СОШ»
- Губанов Михаил Степанович, глава крестьянского (фермерского) хозяйства
- Гусев Владимир Николаевич, руководитель ЗАО "Колхоз «Новый путь», заслуженный работник сельского хозяйства Российской Федерации, лауреат премии им. В. М. Иванова «За верность хлебному полю»
- Евдокимова Любовь Васильевна, директор филиала ОАО «Курганфармация» Лебяжьевская аптека № 23
- Иванов Василий Михайлович, ветеран труда, директор ОПХ «Речновское» Лебяжьевского района
- Иванов Михаил Ефимович, ветеран труда
- Колбина Антонина Аркадьевна, трактористка к-з «Пламя», кавалер ордена Ленина
- Кукушкина Галина Ивановна, заведующая терапевтическим отделением МУЗ «Лебяжьевская ЦРБ»
- Мальцев Николай Леонидович, машинист автогрейдера ОГУП «Лебяжьевское предприятие по строительству, ремонту и содержанию автомобильных дорог»
- Маслаков Юрий Артемьевич, главный специалист ООО «Планиметр», Заслуженный землеустроитель Российской Федерации
- Меньщиков Алексей Анатольевич, руководитель МУП «Теплотранс»
- Момзиков Борис Георгиевич, заместитель главного врача по лечебной части, заведующий инфекционным отделением ГБУ «Лебяжьевская ЦРБ», отличник здравоохранения.
- Некрасов Николай Алексеевич, ветеран ВОВ и труда
- Плетенёва Зоя Ивановна, ветеран труда, Герой Социалистического Труда
- Савинова Ангелина Федоровна, зубной врач ГБУ «Лебяжьевская ЦРБ»
- Филиппов Маркел Александрович, командир комбайнерской бригады колхоза «Россия» Лебяжьевского района.
- Щеголев Александр Васильевич, ветеран труда, Герой Социалистического Труда, кавалер двух орденов Ленина
- Щеголев Николай Васильевич, пенсионер, кавалер ордена Ленина
- Щеголеватых Василий Семенович, заместитель директора ГОУ НПО «ПУ-25»
- Юсупов Ильгиз Нигаматович, первый секретарь Лебяжьевского райкома КПСС (1985—1990 гг.)